# Dignity (пісня)
«Dignity» — пісня, написана Гіларі Дафф, Карою ДіоГуарді, Чіко Беннеттом і Річардом Віссіоном; спродюсована Чіко Беннеттом і Річардом Віссіоном. Пісня записана американською поп-співачкою Гіларі Дафф для її студійного альбому «Dignity» (2007). Пізніше пісня із реміксом Річарда Віссіона увійшла до міні-альбому із реміксами «Dignity Remix EP». Також пісня увійшла до європейського видання збірки хітів Дафф «Best of Hilary Duff» (2008).
Хоча пісня не стала офіційним синглом, вона привернула до себе увагу фанів Дафф та музичних критиків. На думку каналу MSNBC» і журналу Radar пісні «Dignity» та «Gypsy Woman» присвячені вокалісту панк-гурту Good Charlotte Джоелю Меддену, колишньому хлопцю Гіларі Дафф, з яким вона розсталася під час роботи над її студійним альбомом «Dignity».

## Чарти
Пісня посіла 59 місце в списку 100 найкращих синглів 2007 сайту Popjustice.
| Чарт (2007)         | Місце |
| ------------------- | ----- |
| Irish Singles Chart | 17    |

## Офіційні ремікси
- Dignity (ремікс Річарда Віссіона) — 3:44
- Dignity (мікс Річарда Віссіона) — 4:28